# 迪拜航空展
迪拜航空展（英語：Dubai Airshow）每两年一次在阿拉伯联合酋长国迪拜阿勒马克图姆国际机场举行。迪拜航展前身是1986年的一個小型展覽。第一屆迪拜航空展於1989年舉行。
迪拜航空展由阿联酋副总统兼总理穆罕默德·本·拉希德·阿勒马克图姆资助，迪拜政府、迪拜民航管理局、迪拜机场和阿联酋空军联合承办。

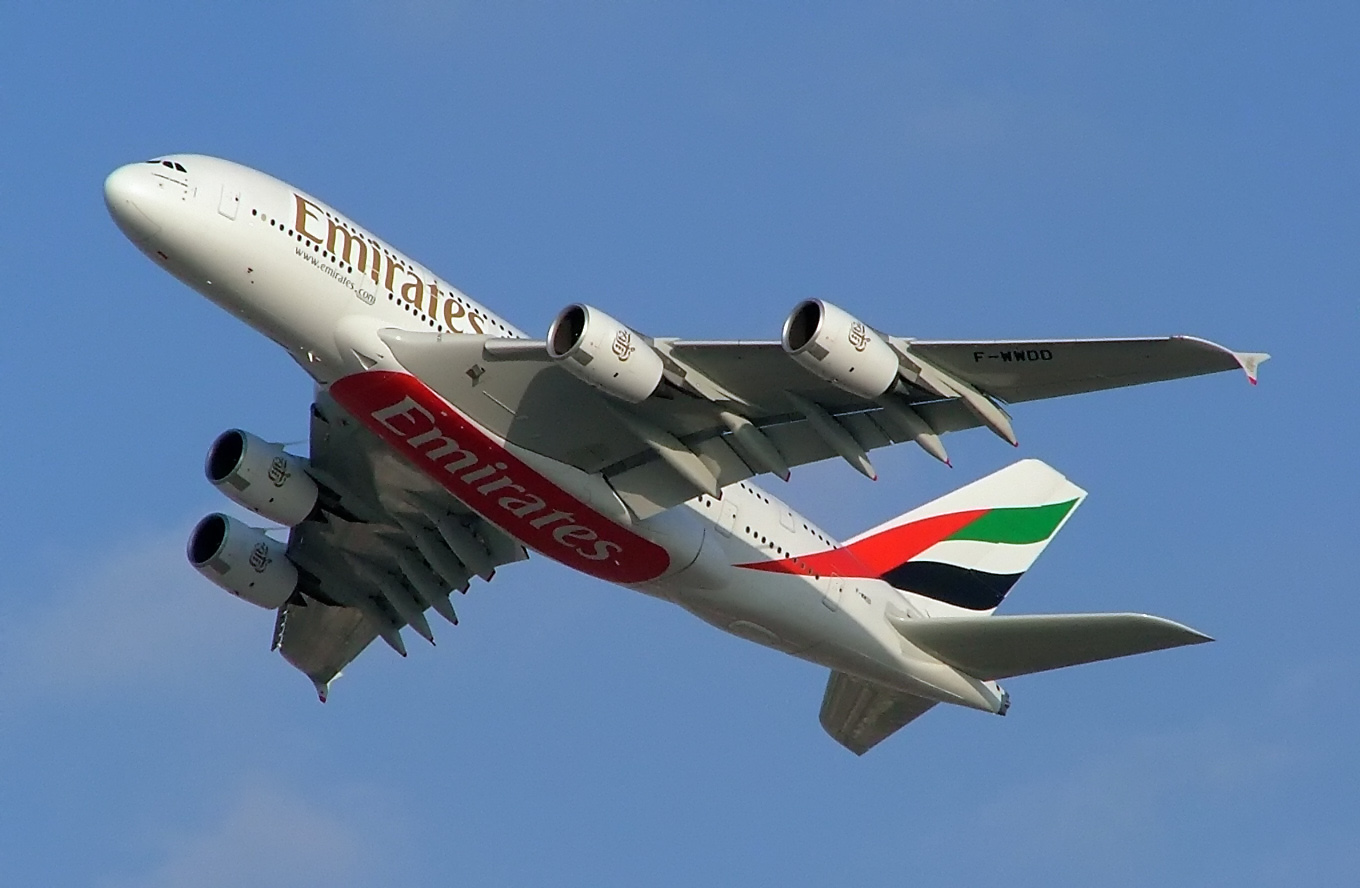
2005年迪拜航空展上的阿联酋航空A380